# SK Pierwomajsk
SK Pierwomajsk (ukr. Спортивний клуб «Первомайськ», Sportywnyj Kłub "Perwomajśk") – ukraiński klub piłkarski z siedzibą w Pierwomajsku, w obwodzie mikołajowskim.

## Historia
Chronologia nazw:
- 19??—19??: Budiwelnyk Pierwomajsk (ukr. «Будівельник» Первомайськ)
- 19??—1995: Merkurij Pierwomajsk (ukr. «Меркурій» Первомайськ)
- 1995—...: SK Pierwomajsk (ukr. СК «Первомайськ»)

Piłkarska drużyna Budiwelnyk (ros. Строитель Первомайск, Stroitiel Pierwomajsk) została założona w mieście Pierwomajsk.
Zespół występował w rozgrywkach lokalnych mistrzostw i Pucharu obwodu mikołajowskiego. W 1969 startował w Klasie B, 1 strefie ukraińskiej Mistrzostw ZSRR.
Od początku rozrywek w niezależnej Ukrainie w sezonie 1993/94 klub pod nazwą Merkurij Pierwomajsk debiutował w rozgrywkach Mistrzostw Ukrainy spośród drużyn amatorskich. Latem 1995 zmienił nazwę na SK Pierwomajsk, a potem zrezygnował z dalszych występów w tym turnieju. W sezonie 1997/98 ponownie startował w Mistrzostwach Ukrainy spośród drużyn amatorskich, w których występował do 2000. Potem kontynuował występy w rozgrywkach Mistrzostw i Pucharu obwodu mikołajowskiego.

## Sukcesy
- 15 miejsce w Klasie B ZSRR, 1 strefie ukraińskiej:

1969
- 3 miejsce w Mistrzostw Ukrainy spośród drużyn amatorskich, w 6 grupie:

1994/95
- mistrz obwodu mikołajowskiego:

1995